# جغرافیای فنلاند
جمهوری فنلاند کشوری است در منطقه اسکاندیناوی در شمال اروپا. این کشور ۵٫۴ میلیون نفر جمعیت دارد و پایتخت آن هلسینکی است. حدود یک میلیون نفر از جمعیت کشور در منطقه کلان‌شهری هلسینکی زندگی می‌کنند. فنلاند بین طول جغرافیایی ۲۲ تا ۳۲ درجه شرقی و عرض جغرافیایی ۶۰ تا ۷۰ درجه شمالی قرار دارد. فنلاند از شمال با نروژ، از شرق با روسیه، از غرب با سوئد همسایه‌است. خلیج بوتنی در غرب، خلیج فنلاند در جنوب و دریای بالتیک در جنوب غربی آن قرار دارد.
فنلاند سرزمینی است پَست، مشتمل بر چندین دریاچه (معروف به کشور هزار دریاچه با پوشش ۱۰ درصد از مساحت کل کشور) و ۸۶ درصد کشور پوشیده از جنگل‌های توندرا و تایگا است. رشته کوه‌های آن اغلب در نیمه شمالی واقع شده‌اند. بزرگ‌ترین دریاچه فنلاند سایمای بزرگ نام دارد که ۴۳۷۷ کیلومتر مربع مساحت آن است. بلندترین رود فنلاند نیز کمی یوکی با ۴۸۳ کیلومتر درازا است.

این کشور ۲۰۰۰۰ جزیره با وسعتی بیش از ۱۰۰۰۰۰ کیلومتر مربع دارد. تابستان فنلاند بسیار درخشنده و گرم و کوتاه و زمستان آن بسیار تاریک، سرد و بسیار بلند دارد. در لاپلند در شمال فنلاند به مدت دو ماه تمام در زمستان خورشید طلوع نمی‌کند و در تابستان نیز دو ماه غروب آفتاب وجود ندارد.
قرار داشتن یک سوم از خاک فنلاند در بالای مدار شمالگان، این کشور را پس از ایسلند، به شمالی‌ترین کشور جهان مبدل ساخته‌است. در شمالی‌ترین نقطه فنلاند تابستان‌ها خورشید برای ۷۳ روز غروب نمی‌کند و همه ۲۴ ساعت روز هوا روشن است. در زمستان نیز ۵۱ روز خورشید طلوع نمی‌کند. به علت نامساعد بودن آب و هوای شمال فنلاند، جمعیت بسیار کمی در این مناطق زندگی می‌کند.

## آب و هوا
هوای فنلاند از هوای خیلی از کشورها سردتر است. به هر حال هوا در فصل های مختلف سال بسیار متفاوت است. در فنلاند مناطق طبیعی زیادی وجود دارد و در تمام فصول می ‌توان در این مناطق رفت و آمد کرد.
- زمستان
- بهار
- تابستان
- پائیز

## زمستان
در فنلاند ماه های فصل زمستان عبارتند از دسامبر، ژانویه و فوریه. هوا در ماه نوامبر و مارچ نیز سرد است. دمای هوا در زمستان معمولاً زیر سفر درجه سلسیوس است و می تواند تا 20- درجه هم برسد. هوا در شمال فنلاند سردتر از جنوب فنلاند است و درجه حرارت می تواند حتی 30- درجه باشد. در زمستان ممکن است برف ببارد. زمین معمولاً یخ زده و لغزنده است.
در زمستان لباس های گرم بپوشید. حداقل کاپشن زمستانی گرم، کلاه، دستکش، شال گردن و کفش های زمستانی گرم به تن داشته باشید. در هوای سرد بهتر است که چند لایه لباس به تن کنید.
در فصل زمستان هوا در فنلاند معمولاً تاریک است، چرا که خورشید صبح طلوع می کند و بعد از ظهر غروب می کند. هوا در شمال فنلاند تاریک تر از جنوب فنلاند است. در شمالی ترین مناطق فنلاند خورشید تا چندین هفته اصلاً طلوع نمی کند.
مدت روشنایی کوتاه ممکن است خسته کننده و اضطراب آور باشد. می توانید به شیوه های مختلف حال خود را بهتر کنید.
- با نزدیکان و دوستان خود در تماس باشید.
- به طور مرتب ورزش کنید.
- رژیم غذایی سالم داشته باشید.
- مراقب باشید که به اندازه کافی ویتا

## بهار
فصل بهار در مناطق جنوبی فنلاند در اواخر ماه مارس و در مناطق شمالی فنلاند در اواخر ماه آوریل آغاز می شود. هوا در بهار معمولاً هنوز سرد است، ولی از زمستان گرم تر است. در بهار طبیعت تغییرات زیادی می کند. برف ها آب می شوند و پس از این که گیاهان و درختها برگ در آوردند، رنگ محیط سبز می شود.

## تابستان
ماه های فصل تابستان در فنلاند عبارتند از ژوئن، ژوئیه و آگوست. گرمترین ماه اغلب ژوئن است. درجه حرارت هوا در فصل تابستان در مناطق جنوبی فنلاند تقریباً 20 درجه سلسیوس بالای صفر و در مناطق شمالی فنلاند تقریباً 15 درجه بالای صفر است.
در فصل تابستان هوا در فنلاند در هنگام غروب و شب هم روشن است، چرا که خورشید دیر غروب می کند و زود طلوع می کند. هوا در شمال فنلاند روشن تر از جنوب فنلاند است. در ماه ژوئن هوا از بقیه ماه ها روشن تر است. در آن هنگام در فنلاند Juhannus را جشن می گیرند که جشن وسط تابستان و شبی بدون شب می باشد. در شمالی ترین مناطق فنلاند خورشید در اوایل تابستان اصلاً غروب نمی کند.
در صورتی که خوابیدن در هوای خیلی روشن برای شما دشوار است، برای اتاق خواب خود پرده های تاریک کننده تهیه کنید.

## پائیز
فصل پائیز معمولاً در اواخر ماه آگوست یا اوایل ماه سپتامبرآغاز می شود. در ماه سپتامبر و اکتبر، وقت دوره قهوه ای (ruska-aika) در فنلاند است. خیلی از برگ های گیاهان و درختان که در تابستان سبز هستند، به رنگ زرد، نارنجی و قرمز در می آیند. طبیعت در دوره قهوه ای زیبا و رنگارنگ است.

در پائیز هوا خنک و معمولاً بارانی است و باد می‌ وزد. در پائیز نیز هوا تاریک است، چرا که خورشید زودتر از تابستان غروب می کند.

## هیدروگرافی تنوع زیستی
دارای هفدە یابیست ناحیه است کە شمال آن تقریبا بدون پوشش جمعیتی بدلیل سرما ونزدیکی باقطب غیر قابل زیست باشد 

## تقسیمات کشوری
| نشان                 | به فارسی            | به فنلاندی        | به سوئدی              | مرکز        | نقشه |
| -------------------- | ------------------- | ----------------- | --------------------- | ----------- | --- |
| Lapland              | لاپلند              | Lappi             | Lappland              | رووانیمی    | لاپلند اوستروبوتنیای شمالی کاینو کارلیای شمالی ساوونیای شمالی ساوونیای جنوبی اوستروبوتنیای جنوبی اوستروبوتنیا پیرکانما ساتاکونتا اوستروبوتنیای مرکزی فنلاند مرکزی فنلاند اصلی کارلیای جنوبی پی‌ینه تاواستیا تاواستیای اصلی اوسیما کیمنلاکسو جزایر الند |
| North Ostrobothnia   | اوستروبوتنیای شمالی | Pohjois-Pohjanmaa | Norra Österbotten     | اولو        | لاپلند اوستروبوتنیای شمالی کاینو کارلیای شمالی ساوونیای شمالی ساوونیای جنوبی اوستروبوتنیای جنوبی اوستروبوتنیا پیرکانما ساتاکونتا اوستروبوتنیای مرکزی فنلاند مرکزی فنلاند اصلی کارلیای جنوبی پی‌ینه تاواستیا تاواستیای اصلی اوسیما کیمنلاکسو جزایر الند |
| Kainuu               | کاینو               | Kainuu            | Kajanaland            | کایانی      | لاپلند اوستروبوتنیای شمالی کاینو کارلیای شمالی ساوونیای شمالی ساوونیای جنوبی اوستروبوتنیای جنوبی اوستروبوتنیا پیرکانما ساتاکونتا اوستروبوتنیای مرکزی فنلاند مرکزی فنلاند اصلی کارلیای جنوبی پی‌ینه تاواستیا تاواستیای اصلی اوسیما کیمنلاکسو جزایر الند |
| North Karelia        | کارلیای شمالی       | Pohjois-Karjala   | Norra Karelen         | یوئنسو      | لاپلند اوستروبوتنیای شمالی کاینو کارلیای شمالی ساوونیای شمالی ساوونیای جنوبی اوستروبوتنیای جنوبی اوستروبوتنیا پیرکانما ساتاکونتا اوستروبوتنیای مرکزی فنلاند مرکزی فنلاند اصلی کارلیای جنوبی پی‌ینه تاواستیا تاواستیای اصلی اوسیما کیمنلاکسو جزایر الند |
| North Savonia        | ساوونیای شمالی      | Pohjois-Savo      | Norra Savolax         | کوئوپیو     | لاپلند اوستروبوتنیای شمالی کاینو کارلیای شمالی ساوونیای شمالی ساوونیای جنوبی اوستروبوتنیای جنوبی اوستروبوتنیا پیرکانما ساتاکونتا اوستروبوتنیای مرکزی فنلاند مرکزی فنلاند اصلی کارلیای جنوبی پی‌ینه تاواستیا تاواستیای اصلی اوسیما کیمنلاکسو جزایر الند |
| South Savonia        | ساوونیای جنوبی      | Etelä-Savo        | Södra Savolax         | میکلی       | لاپلند اوستروبوتنیای شمالی کاینو کارلیای شمالی ساوونیای شمالی ساوونیای جنوبی اوستروبوتنیای جنوبی اوستروبوتنیا پیرکانما ساتاکونتا اوستروبوتنیای مرکزی فنلاند مرکزی فنلاند اصلی کارلیای جنوبی پی‌ینه تاواستیا تاواستیای اصلی اوسیما کیمنلاکسو جزایر الند |
| South Ostrobothnia   | اوستروبوتنیای جنوبی | Etelä-Pohjanmaa   | Södra Österbotten     | سینه‌یوکی    | لاپلند اوستروبوتنیای شمالی کاینو کارلیای شمالی ساوونیای شمالی ساوونیای جنوبی اوستروبوتنیای جنوبی اوستروبوتنیا پیرکانما ساتاکونتا اوستروبوتنیای مرکزی فنلاند مرکزی فنلاند اصلی کارلیای جنوبی پی‌ینه تاواستیا تاواستیای اصلی اوسیما کیمنلاکسو جزایر الند |
| Central Ostrobothnia | اوستروبوتنیای مرکزی | Keski-Pohjanmaa   | Mellersta Österbotten | کوکولا      | لاپلند اوستروبوتنیای شمالی کاینو کارلیای شمالی ساوونیای شمالی ساوونیای جنوبی اوستروبوتنیای جنوبی اوستروبوتنیا پیرکانما ساتاکونتا اوستروبوتنیای مرکزی فنلاند مرکزی فنلاند اصلی کارلیای جنوبی پی‌ینه تاواستیا تاواستیای اصلی اوسیما کیمنلاکسو جزایر الند |
| Ostrobothnia         | اوستروبوتنیا        | Pohjanmaa         | Österbotten           | واسا        | لاپلند اوستروبوتنیای شمالی کاینو کارلیای شمالی ساوونیای شمالی ساوونیای جنوبی اوستروبوتنیای جنوبی اوستروبوتنیا پیرکانما ساتاکونتا اوستروبوتنیای مرکزی فنلاند مرکزی فنلاند اصلی کارلیای جنوبی پی‌ینه تاواستیا تاواستیای اصلی اوسیما کیمنلاکسو جزایر الند |
| Pirkanmaa            | پیرکانما            | Pirkanmaa         | Birkaland             | تامپره      | لاپلند اوستروبوتنیای شمالی کاینو کارلیای شمالی ساوونیای شمالی ساوونیای جنوبی اوستروبوتنیای جنوبی اوستروبوتنیا پیرکانما ساتاکونتا اوستروبوتنیای مرکزی فنلاند مرکزی فنلاند اصلی کارلیای جنوبی پی‌ینه تاواستیا تاواستیای اصلی اوسیما کیمنلاکسو جزایر الند |
| Central Finland      | فنلاند مرکزی        | Keski-Suomi       | Mellersta Finland     | ییوسکیله    | لاپلند اوستروبوتنیای شمالی کاینو کارلیای شمالی ساوونیای شمالی ساوونیای جنوبی اوستروبوتنیای جنوبی اوستروبوتنیا پیرکانما ساتاکونتا اوستروبوتنیای مرکزی فنلاند مرکزی فنلاند اصلی کارلیای جنوبی پی‌ینه تاواستیا تاواستیای اصلی اوسیما کیمنلاکسو جزایر الند |
| Satakunta            | ساتاکونتا           | Satakunta         | Satakunda             | پوری        | لاپلند اوستروبوتنیای شمالی کاینو کارلیای شمالی ساوونیای شمالی ساوونیای جنوبی اوستروبوتنیای جنوبی اوستروبوتنیا پیرکانما ساتاکونتا اوستروبوتنیای مرکزی فنلاند مرکزی فنلاند اصلی کارلیای جنوبی پی‌ینه تاواستیا تاواستیای اصلی اوسیما کیمنلاکسو جزایر الند |
| Finland Proper       | فنلاند اصلی         | Varsinais-Suomi   | Egentliga Finland     | تورکو       | لاپلند اوستروبوتنیای شمالی کاینو کارلیای شمالی ساوونیای شمالی ساوونیای جنوبی اوستروبوتنیای جنوبی اوستروبوتنیا پیرکانما ساتاکونتا اوستروبوتنیای مرکزی فنلاند مرکزی فنلاند اصلی کارلیای جنوبی پی‌ینه تاواستیا تاواستیای اصلی اوسیما کیمنلاکسو جزایر الند |
| South Karelia        | کارلیای جنوبی       | Etelä-Karjala     | Södra Karelen         | لاپه‌انرانتا | لاپلند اوستروبوتنیای شمالی کاینو کارلیای شمالی ساوونیای شمالی ساوونیای جنوبی اوستروبوتنیای جنوبی اوستروبوتنیا پیرکانما ساتاکونتا اوستروبوتنیای مرکزی فنلاند مرکزی فنلاند اصلی کارلیای جنوبی پی‌ینه تاواستیا تاواستیای اصلی اوسیما کیمنلاکسو جزایر الند |
| Päijänne Tavastia    | پی‌ینه تاواستیا      | Päijät-Häme       | Päijänne Tavastland   | لاهتی       | لاپلند اوستروبوتنیای شمالی کاینو کارلیای شمالی ساوونیای شمالی ساوونیای جنوبی اوستروبوتنیای جنوبی اوستروبوتنیا پیرکانما ساتاکونتا اوستروبوتنیای مرکزی فنلاند مرکزی فنلاند اصلی کارلیای جنوبی پی‌ینه تاواستیا تاواستیای اصلی اوسیما کیمنلاکسو جزایر الند |
| Tavastia Proper      | تاواستایای اصلی     | Kanta-Häme        | Egentliga Tavastland  | همه‌انلینا   | لاپلند اوستروبوتنیای شمالی کاینو کارلیای شمالی ساوونیای شمالی ساوونیای جنوبی اوستروبوتنیای جنوبی اوستروبوتنیا پیرکانما ساتاکونتا اوستروبوتنیای مرکزی فنلاند مرکزی فنلاند اصلی کارلیای جنوبی پی‌ینه تاواستیا تاواستیای اصلی اوسیما کیمنلاکسو جزایر الند |
| Uusimaa              | اوسیما              | Uusimaa           | Nyland                | هلسینکی     | لاپلند اوستروبوتنیای شمالی کاینو کارلیای شمالی ساوونیای شمالی ساوونیای جنوبی اوستروبوتنیای جنوبی اوستروبوتنیا پیرکانما ساتاکونتا اوستروبوتنیای مرکزی فنلاند مرکزی فنلاند اصلی کارلیای جنوبی پی‌ینه تاواستیا تاواستیای اصلی اوسیما کیمنلاکسو جزایر الند |
| Kymenlaakso          | کیمن‌لاکسو           | Kymenlaakso       | Kymmenedalen          | کوتکا       | لاپلند اوستروبوتنیای شمالی کاینو کارلیای شمالی ساوونیای شمالی ساوونیای جنوبی اوستروبوتنیای جنوبی اوستروبوتنیا پیرکانما ساتاکونتا اوستروبوتنیای مرکزی فنلاند مرکزی فنلاند اصلی کارلیای جنوبی پی‌ینه تاواستیا تاواستیای اصلی اوسیما کیمنلاکسو جزایر الند |
| Åland                | اُلند                | Ahvenanmaa        | Åland                 | ماریهام     | لاپلند اوستروبوتنیای شمالی کاینو کارلیای شمالی ساوونیای شمالی ساوونیای جنوبی اوستروبوتنیای جنوبی اوستروبوتنیا پیرکانما ساتاکونتا اوستروبوتنیای مرکزی فنلاند مرکزی فنلاند اصلی کارلیای جنوبی پی‌ینه تاواستیا تاواستیای اصلی اوسیما کیمنلاکسو جزایر الند |